# Olga de Blanck
Olga de Blanck y Martín (* 11. März 1916 in Havanna; † 28. Juli 1998 ebenda) war eine kubanische Musikpädagogin und Komponistin. Sie war die Tochter des kubanischen Pianisten niederländischer Abstammung Hubert de Blanck und von Pilar Martín.
Olga de Blanck studierte in ihrer Heimatstadt an dem von ihrem Vater gegründeten Konservatorium und von 1935 bis 1936 privat bei Amadeo Roldán, von 1937 bis 1938 bei Pedro Sanjuán (1887–1976), ab 1938 bei Walter Burle Marx (1902–1990) in New York Kontrapunkt und Fuge sowie 1943 bis 1944 bei Julián Carrillo und Carlos Jiménez Mabarak (1916–1994) in Mexiko. Ab 1949 war sie stellvertretende Leiterin am Conservatorio Nacional de Música in Havanna und nahm damit zusammen mit Gisela Hernández Gonzalo eine für Kuba hochwichtige pädagogische Tätigkeit auf. 1955 wurde sie Direktorin des Konservatoriums. Olga de Blanck veröffentlichte eine Reihe musikpädagogischer Werke. Sie komponierte die musikalischen Komödien Vivimos hoy (Habana, 1942), Hotel Tropical (ebenda 1943), Rendez-vous de tre (ebenda 1943) und Cuento de Navidad (ebenda 1944), Ballettmusik (Esperancita, 1964), Cantata guajira für Soli, gemischten Chor und Orchester (1967) sowie zahlreiche Lieder.